# Міжвузля
Міжву́зля — ділянка пагона між вузлами (ділянками прикріплення листя). Перший (головний) пагін розвивається із бруньки зародка насінини. На пагоні виділяються вузли і міжвузля. Вузол — це місце прикріплення листків до стебла. Міжвузля — відстань між сусідніми вузлами. Зазвичай на пагоні кілька, іноді багато вузлів і міжвузлів, вони повторюються вздовж осі пагона. Міжвузля можуть бути довгими, тоді пагін називають видовженим (ростовим); вкорочений пагін має короткі міжвузля. На стеблах деяких рослин з дуже короткими міжвузлями зближені листки утворюють прикореневу розетку (кульбаба, морква). Плодові дерева і кущі утворюють обидва типи пагонів: вкорочені з малим приростом — «плодушки», на яких формуються квітки, згодом плоди, І видовжені, як правило, безплідні. Найдовші міжвузля бувають у ліан.
Кут між листком і стеблом називають листковою пазухою. В пазусі листка розміщуються бруньки — характерний утвір стебла — зачатки нових пагонів, які виникають у певному порядку на осі. Вони забезпечують тривале наростання пагона та його галуження.